# Музей естествознания (Бамберг)
Музей естествознания (нем. Naturkunde-Museum) — музей в Бамберге в Германии. Был основан в 1791 году фон Эрталем. Располагается музей на Fleischstraße 2. Изначально он представлял собой широко распространённый тогда так называемый «Кабинет природы». Его задачами были изучение биологии и геологии территории бамбергского епископства, собирание и каталогизация соответствующих коллекций.
В 1803 году в музей была передана значительная часть геологических коллекций и собрание чучел животных из монастыря Банц, закрытого во время германской секуляризации. Далее в течение XlX—XX веков музей существенно пополнился.
Центральное место в музее занимает «Зал птиц» (Vogelzaal). Зал приобрёл современный вид в начале XIX века и соответствует научным и учебным требованиям того времени. Представленное в нём собрание содержит свыше 1500 т чучел местных и экзотических птиц, а также скелеты, яйца, гнёзда.
Большое научное значение имеет энтомологическое собрание музея. Оно считается одним из самых значительных подобных коллекций Баварии.